# Brú na Bóinne
Brú na Bóinne (literalmente, "Palacio del Boyne" en gaélico irlandés) es un complejo arqueológico situado en Irlanda, en el condado de Meath. Se trata de una necrópolis prehistórica anterior a Stonehenge en unos mil años. Fue construida para enterrar a los miembros más relevantes de la sociedad tribal.
La zona comprende tres yacimientos arqueológicos diferenciados: Newgrange, Knowth y Dowth. Todo el recinto se puede visitar desde el centro de visitantes del complejo. 

## Newgrange
Es el más conocido de los tres, se trata de un túmulo llano de ochenta metros de diámetro y trece metros de altura. Dentro del túmulo se halla una tumba de corredor neolítica.

## Knowth
Situada al noroeste de Newgrange se construyó en la misma época que este. Si bien es menos conocido que Newgrange lo supera en tamaño e importancia arqueológica. 

## Dowth
El tercer túmulo es similar a Newgrange en tamaño si bien es un poco más alto que este. Está bastante deteriorado, por lo que actualmente se mantiene cerrado al público.